# سهره بیشه‌ای سرگندمی
سهره بیشه‌ای سرگندمی (نام علمی: Atlapetes fulviceps) گونه‌ای از پرندگان تیرهٔ گمجشکان جهان جدید (Passerellidae) است.
در آرژانتین و بولیوی یافت می‌شود. زیستگاه‌های طبیعی آن جنگل‌های کوهستانی نمناک نیمه‌گرمسیری یا گرمسیری و جنگل‌های پیشین به‌شدت دگرگون‌شده است.